# Istoria scrisului
Istoria scrisului cuprinde diferite sisteme de scriere, primele fiind apărute în epoca bronzului (la sfârșitul mileniului al IV-lea î.Hr.). În general este acceptat faptul că adevărata scriere a limbii (nu doar a numerelor) a fost inventată în mod independent în cel puțin două locuri: Mesopotamia (în special în Sumerul antic) în 3200 î.Hr. și în Mesoamerica în 600 î.Hr.. 12 scrieri mesoamericane sunt cunoscute, cea mai veche fiind cea olmecă sau cea zapotecă, ambele din Mexic.
În unele cazuri cercetătorii civilizațiilor antice consideră scrierea drept elementul de diferențiere între „oraș” și „sat”. Acești cercetători definesc „satul” ca fiind așezarea în care nu au avut loc schimburi de informații scrise, în timp ce „orașul” este așezarea în care este folosită scrierea pentru schimburi de informații și pentru înregistrarea acestora.

## Protoscrierea
Istoria scrisului poate începe cu cele mai vechi mijloace de comunicare vizuală care s-au păstrat: reprezentările picturale din paleolitic care, cu trecerea timpului, au evoluat în „protoscriere”. Funcția acestor „ornamentații” nu era în primul rând comunicarea ci exprimarea, tocmai de aceea se vorbește de o „artă preistorică”. Cu toate acestea, aceste reprezentări picturale constituie baza documentară pe care se construiește, chiar dacă și ipotetic, istoria primului mijloc de comunicare: vorbirea. Principala ocupație a omului în acea perioadă era vânătoarea, prin urmare reprezentările acestuia erau de obicei animale. Pe baza cunoștințelor asupra datei de dispariție a unor specii sau asupra schimbării totale a habitatului altor specii s-a putut determina că toate ciclurile de picturi preistorice cunoscute datează din ultima perioadă a paleoliticului superior, acum 30.000 - 10.000 de ani, când deja apăruse homo sapiens. Pentru a picta se foloseau, în afara degetelor, peneluri primitive din fibre vegetale sau cărbuni de lemn. Se mai foloseau unele materiale moi care puteau absorbi culoarea, ca de exemplu păr de animale sau mușchi vegetal. Ca substanțe colorante se utiliza ocrul cu toate nuanțele sale, de la galben la brun auriu și cărbunele de lemn; verdele și albastrul nefiind cunoscute. Cel puțin în zona europeană, la gravuri se folosea un cuțit special din silex. Nu se știe exact de ce omul a început să reproducă elemente din jurul său. Se consideră că omul atribuia acestor reprezentări de animale o valoare magică care să-l favorizeze în timpul vânătorii. Deoarece unele reprezentări se găsesc în locuri mai puțin accesibile, se consideră că acestea nu aveau doar o funcție simplu decorativă.
Primele sisteme de scriere apărute la începutul epocii bronzului nu au reprezentat o invenție bruscă. Mai degrabă, ele s-au dezvoltat pe baza unor tradiții mai vechi ce constau din diferite sisteme de simboluri care nu pot fi clasificate ca scrieri proprii deși au multe caracteristici izbitor de asemănătoare cu scrierea. Aceste sisteme pot fi descrise ca fiind „protoscriere”. Aceste sisteme folosesc simboluri ideografice și/sau primele simboluri mnemonice pentru a transmite informații încă au fost, probabil, lipsite de conținut lingvistic direct. Aceste sisteme au apărut în perioada neoliticului timpuriu, încă din mileniul al VII-lea î.Hr..

## Mesopotamia

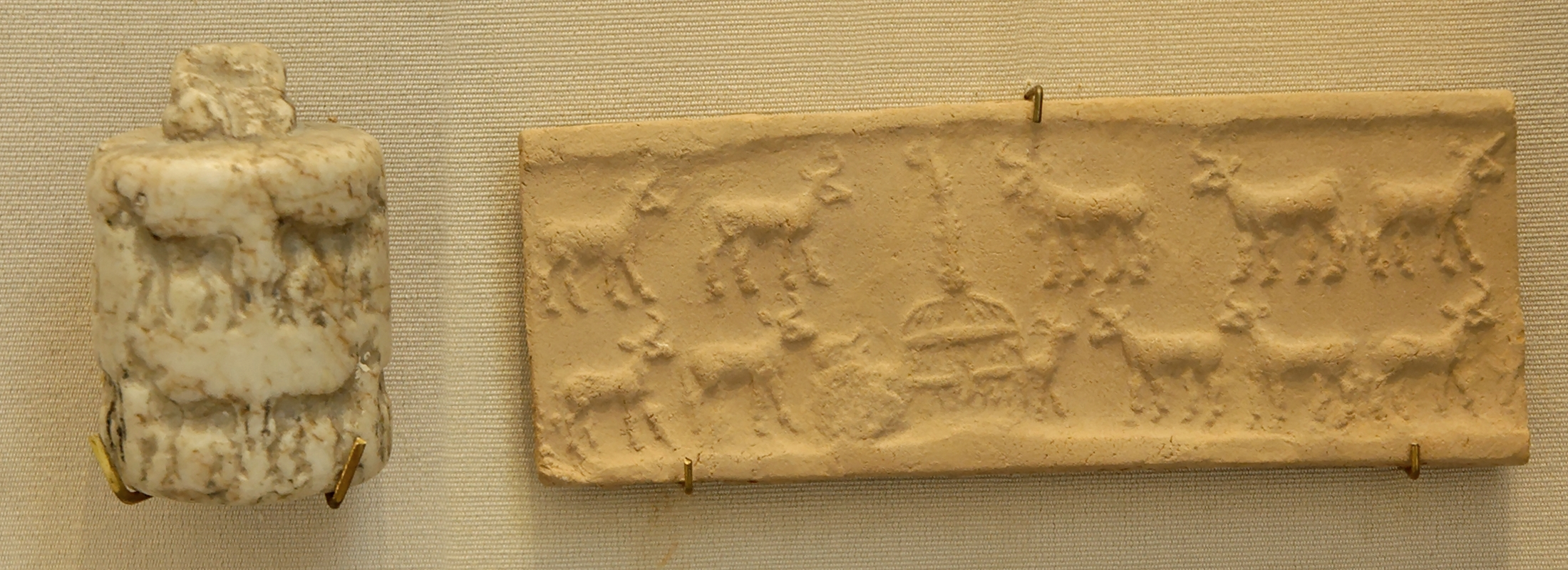
Tăblițe de argilă găsite la Uruk

În momentul în care a inventat scrierea, civilizația sumeriană era deja o civilizație urbană organizată în mici orașe-stat. Regiunea lor era săracă în resurse, sursele lor de hrană bazându-se pe cultivarea cerealelor și creșterea animalelor (de obicei oi). Cu excepția lemnului de palmier (greu de prelucrat) nu se găsea lemn în general și piatra era puțină, prin urmare mesopotamienii au fost nevoiți să se folosească de singura bogăție care se găsea peste tot: argila. Alături de apa adusă prin canalele artificiale de irigații, argila a dus la creșterea economică și a fost folosită ca suport al textelor scrise.
Primele dovezi de scriere sunt tăblițele din jurul orașului Uruk din anul 3200 î.Hr.; acestea sunt mici bucăți de argilă, aproximativ dreptunghiulare, care au gravate pe ele imagini simplificate de animale, plante, unelte - numite „pictograme” - precum și semne abstracte mult mai numeroase care au fost interpretate ca numere. Folosirea pictogramelor a fost prima încercare sistematică de a fixa vorbirea, dar era o utilizare destul de limitată, cu pictogramele se puteau reprezenta obiecte concrete dar nu se putea reda articularea propoziției. Pentru că acest cod era știut doar de cel care cunoștea semnificația desenelor, tăblițele de la Uruk nu au putut fi complet descifrate.
În 300 de ani, Mesopotamia a făcut (deși parțial) pasul următor (nereușit încă de alte civilizații): semnul în loc să indice un obiect, a început să reprezinte un sunet, ajungându-se astfel la posibilitatea ca scrierea să exprime limba cu relațiile existente între cuvinte. Cele două tipuri de semne au continuat să existe deoarece ideogramele nu au fost înlocuite complet de scrierea fonetică. Semnele numite silabice, ce aveau valoare gramaticală și foloseau la exprimarea acelor părți de vorbire care, prin natura lor, nu puteau fi reprezentate figurativ, erau derivate din ideograme, al căror sens îl pierdeau păstrând doar sunetul. Așadar sumeriana nu a atins niciodată stadiul final din evoluția scrierii (crearea unui alfabet), neelaborându-se semne distincte pentru fiecare vocală și consoană.
Grafia semnelor s-a modificat continuu, în același timp cu evoluția sensului. Stilizarea s-a accentuat din cauza dificultăților de a trasa linii complexe pe stratul de argilă proaspătă. În cele din urmă semnele au ajuns să aibă aspectul de cui, cuneo, de unde derivă denumirea de cuneiforme.
Dacă la început semnele erau realizate de la dreapta la stânga și citite vertical, odată cu creșterea dimensiunii tăblițelor, semnele au căpătat succesiune orizontală și se citeau de la stânga la dreapta. Această schimbare a avut loc doar la scrierea pe tăblițe, cea din gravurile în metal sau piatră și-a menținut structura primitivă deoarece acestea erau materiale prețioase care erau importate din zone îndepărtate și serveau pentru înregistrarea evenimentelor cele mai importante. A apărut prin urmare o diferență între scrierea oficială și cea curentă.

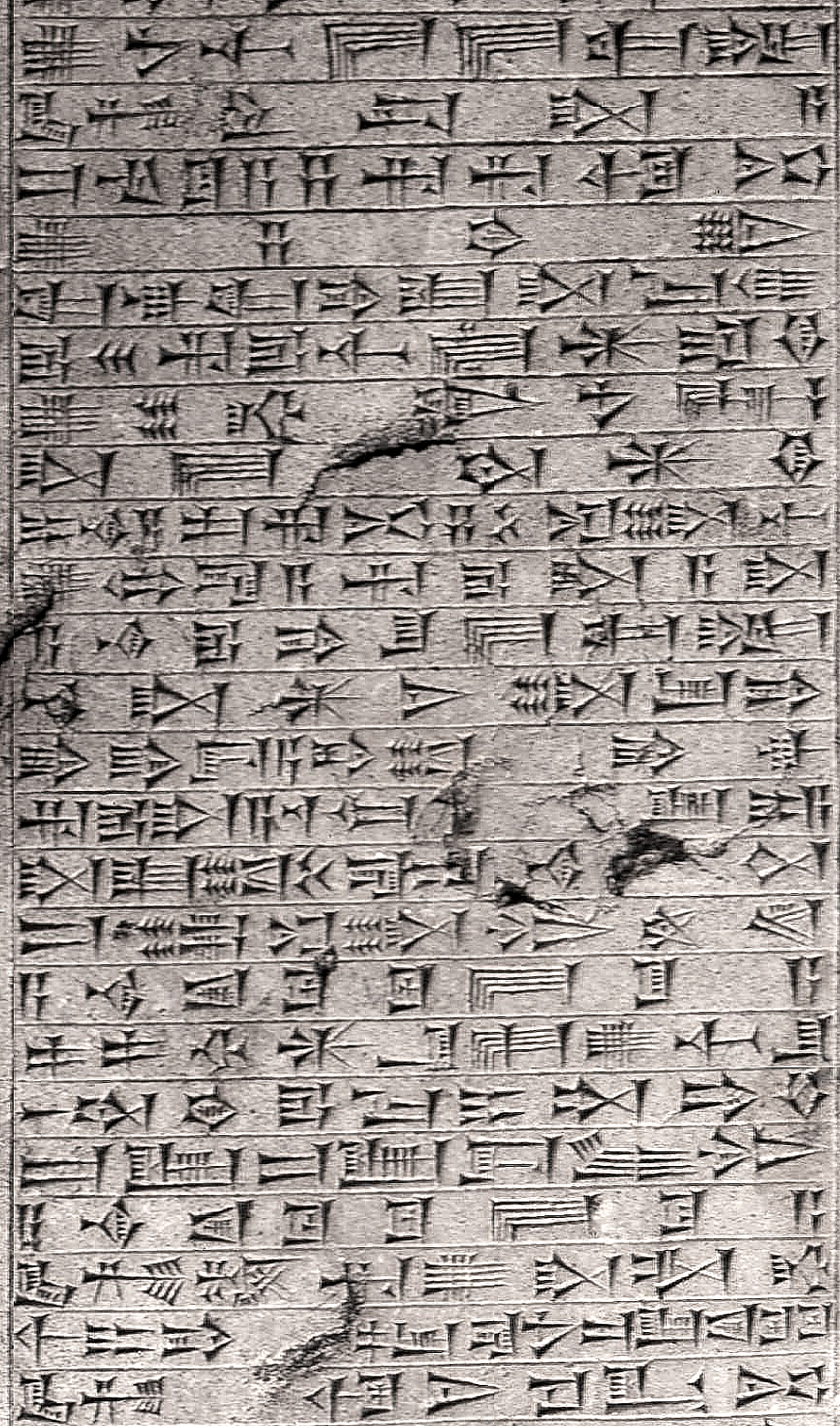
Text akkadian scris cu cuneiforme.

Argila a rămas materialul preferat pe care se scria datorită și garanției de păstrare pe care o oferea. Nu există dovezi că într-o epocă mai târzie s-a încercat trecerea de la scrisul pe argilă la scrisul pe papirusuri. Tot timpul cât a fost folosită cuneiforma s-au înregistrat doar pe argilă texte administrative, religioase și economice.
Stilizarea cuneiformei era semnul unei societăți împărțite între cei care pot citi și cei care nu știu a citi, sarcina de a redacta și citi textele fiind încredințată unui grup restrâns de experți - scribii. Un scrib trebuia să învețe ani și ani la rând sutele de semne cuneiforme, de multe ori polivalente. A citi și a scrie era o profesie adevărată, foarte obositoare, dar care ducea la obținerea unui statut privilegiat de putere în cadrul societății. Scribii nu doreau ca să se răspândească cultura și să-și piardă privilegiile, de aceea cu trecerea timpului scrierea cuneiformă nu s-a simplificat, ci dimpotrivă, s-a complicat și mai rău în anumite momente. Deși nu se știe din ce cauză, cuneiforma s-a răspândit în tot Orientul Apropiat.
Cuneiforma a fost adoptată cu unele mici schimbări de popoarele care le-au urmat sumerienilor în Mesopotamia (akkadieni, babilonieni, asirieni) și de popoarele vecine care vorbeau limbi diferite (hitiții, perșii, etc.) În mileniul al III-lea î.Hr., Mesopotamia a fost unificată de regele Sargon I care a întemeiat Imperiul Akkadian; akkadienii dezvoltând ulterior cuneiformele și îmbogățind patrimoniul scris cu diferite texte, în special texte militare. Limba akkadiană s-a răspândit așa de mult încât a devenit limba diplomației. Chiar și Egiptul care avea sistemul său propriu perfecționat de scriere (vezi mai jos) a folosit akkadiană-cuneiformă în corespondența diplomatică. Limba sumeriană a sfârșit prin a rămâne patrimoniul unui grup restrâns de preoți și literați.
În mileniul al II-lea î.Hr., în timpul babilonienilor, scrierea cuneiformă a atins forma sa clasică, așa cum apare în Codul lui Hammurabi. Babilonienii au inventat dicționare și gramatici și au practicat studiul limbiilor străine. Numeroase tăblițe ale bibliotecii regale au fost scoase la lumină prin săpături la Ninive, capitala imperiului asirian. Un sfert din aceste tăblițe sunt dicționare și gramatici ale limbilor sumeriană, babiloniană și asiriană. Asirienii au folosit scrierea ca element de integrare a reprezentărilor din marile lor opere monumentale, creând o formă de comunicare compusă din imagine și limbaj. Cuneiforma a fost scrierea de circulație a Orientului pentru multe secole. În secolul al V-lea î.Hr., Darius cel Mare a folosit cuneiforma pentru a grava în limba persană informații despre faptele sale de vitejie. Și după această dată, deși akkadiana dispărut ca limbă vorbită, cuneiforma a supraviețuit ca scriere în mediile tradiționaliste religioase, cele mai noi texte cu cuneiforme provin din secolul I î.Hr. tot din cetatea Uruk, locul unde cu pestre trei mii de ani în urmă a apărut această scriere.

## Egiptul antic

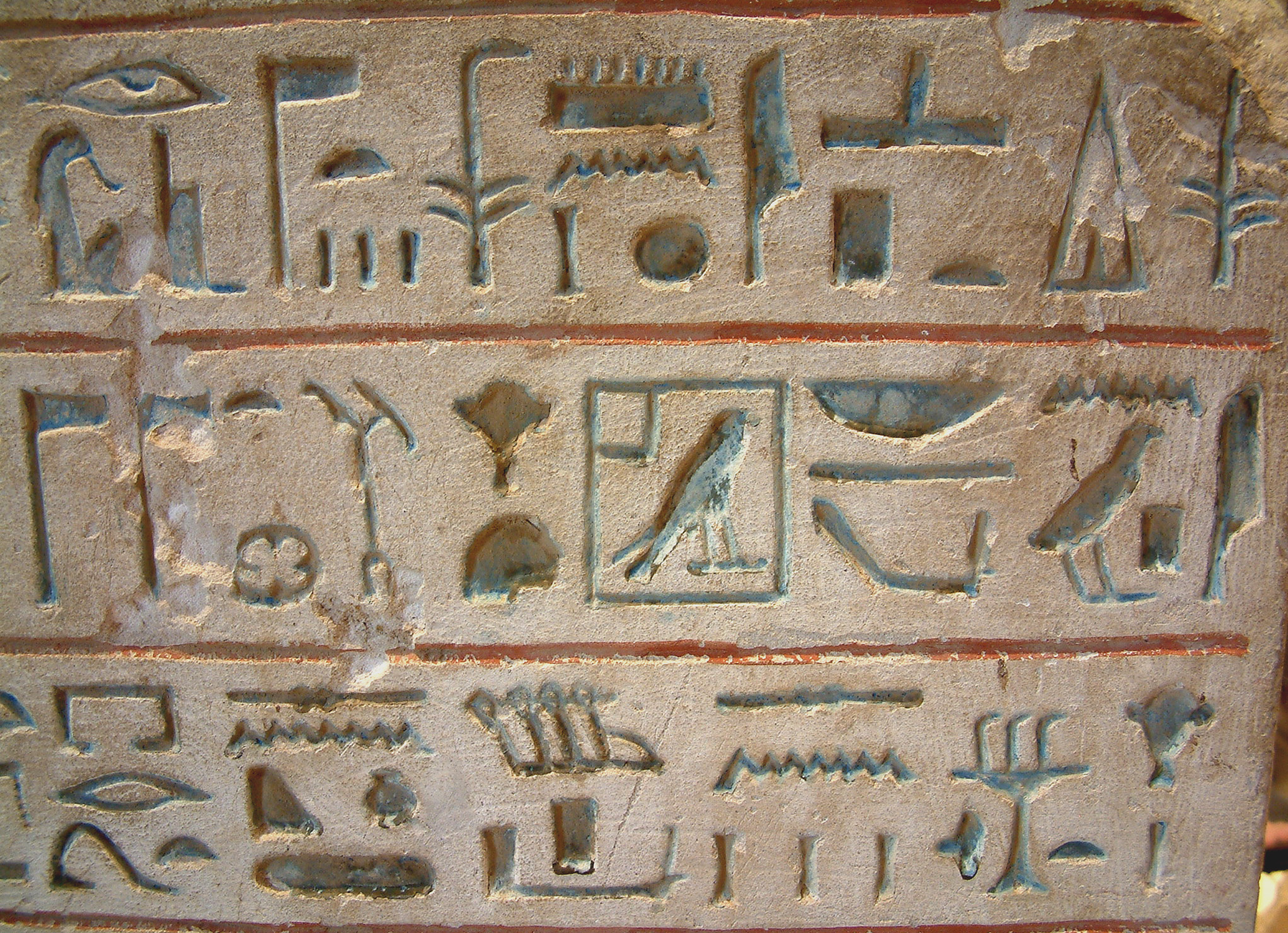
Hieroglife egiptene (Muzeul Luvru)

În Egiptul antic scrisul a fost inventat prin modalități diferite de cele din Mesopotamia, mai ales din cauze istorico-politice. Egiptul, încă de la apariția sa, avea o monarhie capabilă să unifice țara și să impună o unitate politică care a lipsit mult timp în Mesopotamia. Scrierea era necesară monarhiei egiptene pentru a înregistra acțiunile faraonului și astfel să-și consolideze puterea. Apariția scrierii a fost o consecință a atenției deosebite pe care o manifestau [preoții] egipteni ceremoniilor funerare; conservarea cadavrelor având o însemnătate nemaiîntâlnită la alte civilizații și ducând la un sistem elaborat de mumificare. Textele scrise, care erau considerate magice, îi însoțeau pe morți în mormânt, devenind astfel un element principal al ritualului funerar.
Apariția scrierii în Egipt poate fi considerată bruscă, etapele anterioare ale prescrierii nefiind documentate ca în Mesopotamia. Hieroglifele sunt structurate încă de la apariția lor într-un sistem lingvistic ce alătură ideograma (semn-cuvânt) și semnul fonetic (semn-sunet). Chiar dacă au existat un număr mic de semne alfabetice suficiente pentru a scrie orice, nu au fost folosite pentru crearea unui alfabet propriu-zis.
Cele mai vechi documente care au fost găsite sunt datate în perioada 3100 î.Hr., la puțin timp după apariția scrierii în Mesopotamia. Deși unii cercetători au avansat ideea că egiptenii au copiat scrierea de la mesopotamieni, ideea este improbabilă datorită originalității sistemului egiptean.
Scrierea hieroglifică era destinată obiectelor funerare și operelor cu caracter monumental, acestea fiind destinate să dureze etern. Datorită grijii deosebite și deci a încetinelii cu care scribii realizau și aranjau semnele, acest tip de scriere era deosebit de incomod pentru comunicările cotidiene. Prin urmare, încă din perioada primelor dinastii, a apărut o formă de scriere cursivă mult mai rapidă, în care semnele și-au pierdut caracterul de imagini, păstrând totuși principiile de bază ale scrierii: grecii au numit noua scriere „hieratică”, iar în momentul final al evoluției sale se folosea doar în textele religioase.
De-a lungul întregii civilizații faraonice, cele două forme de scriere (hieroglifică și hieratică) coexistă, fiind folosit ca suport diferite materiale: piatră pe care scribii-dăltuitori scluptau inscripții oficiale, fragmente de ceramică sau calcar (ostraca) folosite pentru notări scurte cu penelul, tăblițe din lemn, uneori acoperite cu un strat de ceară, folosite de obicei pentru exercițiile din școli. În hieratică se foloseau și fâșii din in folosite de obicei la îmbălsămarea mumiilor. Nu a existat niciun obiect sacru sau profan care să nu conțină scriere, există statui acoperite complet de inscripții.
În ultimele secole ale civilizației faraonice, scrierea hieratică a fost înlocuită cu o scriere mult mai rapidă, cursivă, numită „demotică”. Aceasta era folosită doar în documente particulare dar în cele din urmă s-a impus în scrierea oficială și în toate domeniile vieții civile, fiind forma obișnuită de scriere în perioada ptolemaică și romană. Piatra din Rosetta care a fost folosită la descifrarea hieroglifelor conține același text în demotică, hieroglifică și în greacă.
Din cauza posibilităților pe care le oferea papirusul, plantă care creștea din belșug în mlaștinile Nilului, egiptenii nu au fost nevoiți să realizeze o schematizare mai accentuată a hieroglifelor așa cum s-a întâmplat cu cuneiformele mesopotamiene care erau zgâriate pe tăblițele din argilă. Folosirea ușoară a scrierii cu cerneală pe sulurile de papirus a dus la folosirea complicatelor hieroglife pe toată durata civilizației egiptene antice, hieroglife uneori asemănătoare cu benzile desenate din zilele noastre.
Plinius cel Bătrân, în opera sa Naturalis Historia, a descris prelucrarea papirusului de către egipteni: pentru a se obține hârtia, măduva plantei era extrasă și împărțită în mai multe fâșii foarte subțiri. Aceste fâșii se suprapuneau în două straturi, unul orizontal și celălalt vertical. Se obținea astfel un fel de împletitură care era apoi presată și uscată la soare. După aceste prelucrări rezulta o hârtie suficient de netedă, eventualele asperități erau nivelate cu ciocanul. Fragmentele, odată lipite împreună, alcătuiau o fâșie lungă din care se obțineau foi cu diferite lungimi. Foile, în funcție de necesități și pentru a putea fi folosite, erau rulate.
Scribii egipteni (sau sesh) obișnuiau să refolosească papirusurile, conștienți de valoarea acestora. Ei ștergeau unele texte mai mult sau mai puțin bine, așa zisele palimpseste. Cele mai multe texte care au supraviețuit din antichitate sunt astfel de manuscrise șterse și rescrise. Scribul punea pe genunchi papirusul desfăcându-l din sulurile legate și aranjate cu grijă, apoi își înmuia penelul (o tulpină de trestie macerată la vârf) într-un mic vas cu apă pentru a dilua cerneala sau culorea preparată din elemente naturale prin adăugarea gumei de lipit: negrul de fum era folosit pentru obținerea cernelii negre (folosită la majoritatea textelor), din ocru (oxid de fier extras din argila din Egipt) se obținea cerneală roșie (folosită la sublinierea și încadrarea unor părți ale textului - din latinescul ruber „roșu” derivă termenul modern rubrică)

## Apariția alfabetului

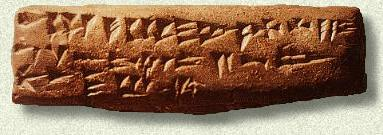
Alfabetul ugaritic - 1300 î.Hr.

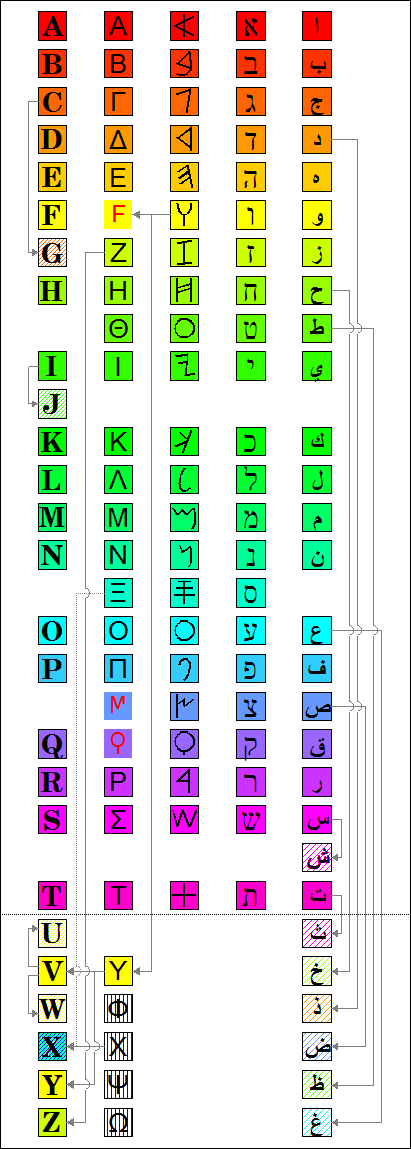
De la stânga la dreapta: alfabetul latin, grec, fenician, ebraic, arab

În zona mediteraneană evoluția formelor de scriere a atins punctul final prin apariția unui sistem alfabetic: adică un sistem care conține o listă de 20-30 de litere care indică cele mai simple sunete în care se poate descompune o limbă și care permit scrierea acestei limbi. După cum reiese din informațiile de mai sus, omul a început să scrie prin metodele cele mai complicate (pictografic, silabic, ideografic) și, prin încercări succesive, a ajuns să inventeze cel mai simplu sistem - cel alfabetic. Nu se cunoaște exact cine sunt autorii acestei invenții și nici locul. Sunt cercetători care consideră că primele forme de litere au derivat din scrierea egipteană. Limba egipteană avea semne alfabetice dar egiptenii nu au realizat niciodată importanța lor, altfel ar fi abandonat de mult sistemul hieroglific folosit de-a lungul întregii civilizații faraonice. Alți cercetători au considerat ca fiind încercări de alfabetizare inscripțiile nedescifrate descoperite în Sinai și Palestina (așa zisele inscripții proto-sinaitice și proto-caneene).
La jumătatea mileniului al II-lea î.Hr. în regiunea siriano-palestiniană sunt prezente două forme de alfabet: cel cuneiform din Ugarit și cel linear fenician. În anii 1920, la Ugarit, Siria, s-au găsit numeroase tăblițe de argilă, unele cu o formă de scriere cuneiformă cunoscută, altele cu o scriere diferită de orice formă de scriere cuneiformă, având o structură alfabetică de treizeci de litere. Tăblițele au fost datate ca fiind din secolul al XV-lea î.Hr. sau din 1300 î.Hr.. Alfabetul ugaritic a fost folosit de limbi foarte diferite, dar distrugerea civilizației ugaritice în secolul următor și lipsa argilei în Palestina au dus la dispariția rapidă a acestei scrieri.

## Fenicia
Alfabetul fenician este un alfabet folosit inițial pentru scrierea limbii feniciene, despre care se crede în general că a dus la apariția altor alfabete folosite astăzi, precum cel latin, arab, ebraic, grec și cel chirilic. Cele mai vechi scrieri folosind alfabetul fenician datează aproximativ din anul 1000 î.Hr., în inscripții găsite în orașele și coloniile feniciene de pe țărmul Mediteranei, ca de exemplu Byblos (azi în Liban) și Cartagina (nordul Africii). Dar cel mai vechi alfabet este cel ugaritic și datează din 1200 î.Hr., cu 200 de ani mai vechi decât cel fenician. Ideea că alfabetul fenician ar sta la originea tuturor alfabetelor, pe lângă faptul că este o ideea eronată, se datorează descoperirii alfabetului ugaritic abia în 1920 pe când  cel fenician a fost descoperit cu circa 220 de ani înaintea acestuia.

## Grecia antică

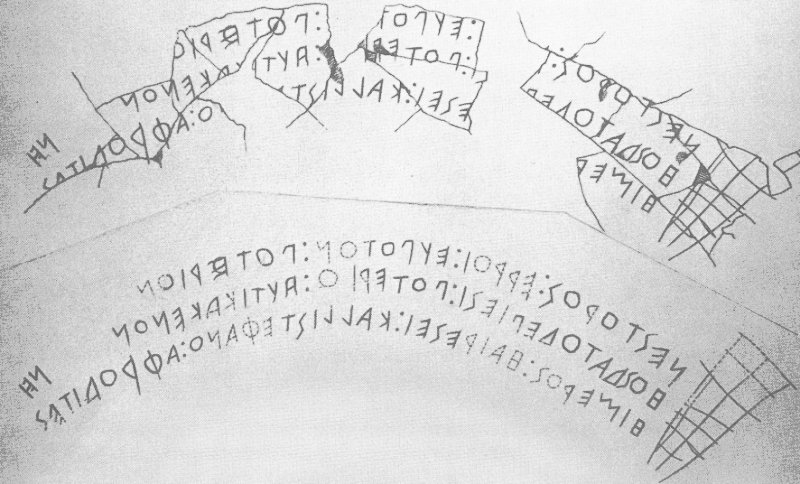
Inscripția de pe Cupa lui Nestor, în alfabetul evian, secolul al VIII-lea î.Hr.

Majoritatea specialiștilor consideră că alfabetul fenician a fost adoptat de greci la începutul secolului al VIII-lea î.Hr., probabil, în Evia. Cele mai timpurii inscripții cunoscute grecești sunt câteva fragmente care sunt datate în  această perioadă, 770-750 î.Hr., și acestea corespund formelor literelor feniciene din cca.  800-750 î.Hr.. Cel mai vechi text cu un conținut substanțial cunoscut până în prezent este inscripția Dipylon și textul de pe așa-zisa Cupă a lui Nestor, amândouă datate la sfârșitul secolului al VIII-lea î.Hr., inscripții care erau proprietate personală și care conțin dedicații către un zeu.
Alfabetul grec își are originile în alfabetul fenician și nu este legat de scriptura linială B sau alfabetul silabic cipriot, sistemele folosite anterior pentru a reprezenta limba greacă în scris. A dat naștere pentru mai multe alfabete folosite în Europa și Orientul Mijlociu, inclusiv latin și chirilic. În afară de funcția sa de reprezentare scrisă a limbii greci, literele alfabetului grec sunt folosite azi ca simboluri în matematică și alte științe exacte.

## Italia și Roma antică

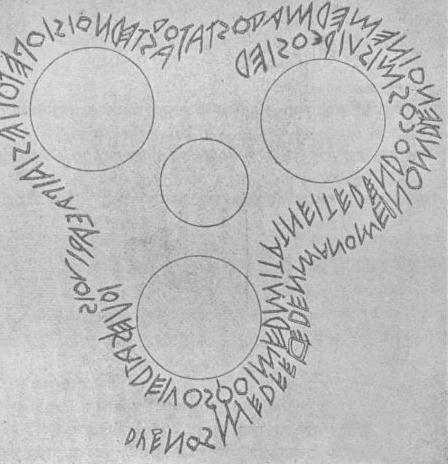

După unele izvoare antice (Caiu Corneliu Tacit, Dionis din Alicarnas) exista o tradiție potrivit căreia scrisul a fost introdus în Peninsula Italică din timpurile eroice (în epoca mitică dinaintea istoriei). Deși ideea este fantezistă, s-au găsit totuși în insulele Eolie (sau Lipari) cioburi de ceramică produse local cu semne de scriere miceniană ceea ce dovedește o infiltrație egee în Italia undeva în jurul secolului al XIV-lea î.Hr.
Sursele latine (Marcus Tullius Cicero, Titus Livius, Tacit), dar și datele arheologice, confirmă că apariția scrierii alfabetizate a avut loc la sfârșitul secolului al VIII-lea î.Hr. - de-a lungul secolului al VII-lea î.Hr..
Din alfabetul calcidezilor care au întemeiat o colonie la Cuma a derivat alfabetul etrusc care a apărut în jurul anului 700 î.Hr., o tăbliță de fildeș datată în această perioadă și conținând un text în limba etruscă se află la biblioteca Marsiliana d'Albegna, Toscana. Alfabetul grec a fost adaptat cerințelor limbii etrusce, care era diferită structural de cea greacă.
Romanii au împrumutat alfabetul grecilor din Cuma, dar nu se știe sigur dacă direct sau prin intermediul etruscilor.
Romanii foloseau diferite materiale pentru a scrie: tăblițe din lemn pe care scriau cu pensula, cioburi de vase și scoici pe care scriau cu pana (un fel de trestie) sau tăblițe de lemn acoperite cu un strat de ceară pe care scriau cu stiletul (un fel de ac). Tăblițele de lemn acoperite cu ceară erau folosite la luarea notițelor, pentru socotit sau la școală, se legau des pentru a se obține diptice sau poliptice. Ca și în Grecia, nu se știe când a fost introdus papirusul, dar romanii l-au numit „volumen” și-l foloseau des la scrierea cărților, iar în epoca imperială a fost folosit și la nevoi domestice, scrisori, documente legale.

## China

Exemple de semne descoperite la Jiahu (cca.6600 î.Hr.)

Recent, cercetătorii au descoperit inscripții făcute pe carapace de broaște țestoase în China (situl arheologic Jiahu din provincia Henan). Obiectele au fost datate la anul circa 6600-6200 î.Hr., deci inscripțiile ar fi cu peste 2000 de ani mai vechi decât cele din Mesopotamia. Totuși, pentru că descifrarea inscripțiilor încă nu s-a putut realiza, nu se poate stabili dacă ele reprezintă într-adevăr un text sau protoscriere.
Ca și în Egipt, în China s-a folosit la scriere penelul și cerneala, fie pe materiale moi (țesături de obicei din mătase) sau uneori pe materiale mai neobișnuite (os, bronz, carapace de broască țestoasă).
Primele inscripții cu scriere chineză datează din 1500 î.Hr. și prezintă un sistem de ideograme diferit ca grafie de cele din Mesopotamia sau cele din Egipt. În primele stadii ale scrierii chineze au avut loc numeroase schimbări și diferențieri în forma semnelor. Inițial scriitorii chinezi au încercat să ordoneze și să clasifice cantitatea uriașă de semne, realizând vocabulare și dicționare fonetice, asemănător cu ceea ce au realizat scribii asirieni și babilonieni. Dar evoluția scrierii nu a dus la un sistem alfabetizat, posibil din cauza complexității limbajului, iar principiul ideografic a rămas fundamental neschimbat până astăzi.
Scrierea ideografică a atins în China funcționalitatea maximă a funcționării sale. Limba vorbită s-a despărțit în mai multe idiomuri, ceea ce a dus la fărâmițarea națiunii în popoare diferite care nu puteau comunica între ele în niciun fel. Spre deosebire, limba scrisă nu a cunoscut trecerea de la semne-cuvânt la semne-sunet și a permis întărirea oligarhiei ai cărei membri comunicau între ei doar în scris.

## India

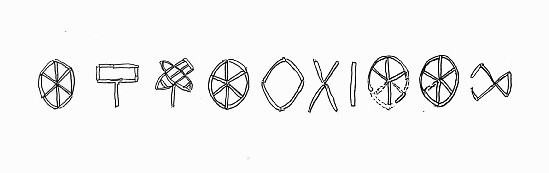
Secvență de zece semne indiene descoperite în apropiere de poarta de nord a site-ului Dholavira

Cunoștințele despre civilizația din valea Indului care a înflorit între mileniile al III-lea și al II-lea î.Hr. se bazează pe săpături majoritar recente.
Semnul distinctiv al culturii Indului sunt sigiliile din steatit produse în mari cantități. Inscripțiile de pe acestea nu au fost descifrate nici până astăzi. Documentele scrise (în special aceste sigilii) prezintă o scriere de tip pictografic, foarte stilizată însă, diferită de oricare alta din antichitate. Numărul caracterelor a fost evaluat la cca. 400 și astfel este exclus să fie o scriere alfabetică.

## Europa

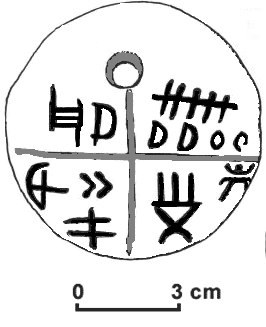
Amuletă din Neolitic, făcând parte din cele trei tăblițe de la Tărtăria descoperite de arheologul Nicolae Vlassa în 1961 la Tărtăria, județul Alba

În Europa cele mai vechi scrieri par a fi cele de pe Tăblițele de la Tărtăria, descoperite la Tărtăria în județul Alba, România, și datate la circa 4000 î.Hr. Aceste inscripții sunt prea sumare pentru a putea fi descifrate.